# Trofeo Villa de Madrid 1976
Entre el 18 y el 20 de agosto de 1976 se celebró la cuarta edición del Trofeo Villa de Madrid. Nuevamente fueron cuatro los equipos participantes, entre ellos, y por primera vez dos equipos españoles. Además del organizador, el Atlético de Madrid, tomaron parte en este IV Trofeo Villa de Madrid el Athletic de Bilbao, el Cruzeiro de Belo Horizonte (Brasil) y el hoy desaparecido Racing White, equipo de la capital belga, Bruselas. Por tercer año consecutivo el Atlético de Madrid se proclamó campeón.

## Resultados

### Semifinales
Los días 18 y 19 de agosto se disputaron las semifinales del torneo.
| 18 de agosto de 1976 | Atlético de Madrid       | 2:1 (0:0) | Racing White | Vicente Calderón, Madrid                                                      |                                                                               |
|                      | Ayala 51' Rubén Cano 61' |           | Teuels 55'   | Asistencia: 35.000 espectadores Árbitro(s): Francisco Marques Lobo (Portugal) | Asistencia: 35.000 espectadores Árbitro(s): Francisco Marques Lobo (Portugal) |

| 19 de agosto de 1976 | Athletic de Bilbao        | 3:1 (2:1) | Cruzeiro      | Vicente Calderón, Madrid                    |                                             |
|                      | Dani 8' Lasa 39' Dani 54' |           | Jairzinho 28' | Árbitro(s): Emilio Carlos Guruceta (España) | Árbitro(s): Emilio Carlos Guruceta (España) |

### 3.er. y 4º puesto
| 20 de agosto de 1976 | Cruzeiro                  | 2:0 (1:0) | Racing White | Vicente Calderón, Madrid                      |                                               |
|                      | Ronaldo 25' Joaozinho 48' |           |              | Árbitro(s): Francisco Marques Lobo (Portugal) | Árbitro(s): Francisco Marques Lobo (Portugal) |

### Final
Al igual que el partido por el tercer y cuarto puesto, se celebró el 20 de agosto.
| 20 de agosto de 1976 | Atlético de Madrid | 1:0 (0:0) | Athletic de Bilbao | Vicente Calderón, Madrid         |                                  |
|                      | Leivinha 70'       |           |                    | Árbitro(s): Jaume Oliva (España) | Árbitro(s): Jaume Oliva (España) |

| España                                 |
| Campeón Atlético de Madrid 3.er título |